# New York State Amateur
Het New York State Amateur is een golftoernooi voor amateurs.

## Heren
De organisatie is in handen van de New York State Golf Association, die in 1923 werd opgericht en toen ook de eerste editie van de NY State Amateur organiseerde. In het begin was het alleen een matchplay toernooi voor 64 spelers, de spelers met de laagste handicap werden toegelaten. Sinds 1970 gaat er een strokeplay kwalificatietoernooi aan vooraf om uiteindelijk 64 spelers over te houden voor het matchplaytoernooi.

## Dames
Het NYS Women's Amateur is hetzelfde toernooi voor dames.

In 2002 won de toen 13-jarige Megan Grehan, in 2003 won zij opnieuw. Eind 2013 werd ze 7de bij de Finals van de Amerikaanse Tourschool, in 2014 speelt zij als rookie op de LPGA Tour .

## Mid-Amateur
Spelers die de leeftijd van 25 jaar hebben bereikt, kunnen meedoen aan het Mid-Amateur. De heren spelen voor die trofee sinds 1984, de dames sinds 2009. Het wordt niet gelijktijdig met het gewone Amateur gespeeld.

## Winnaars NYS Amateur en NYS Women's Amateur
| Jaar | Baan                  | Winnaar                       | Mid-Amateur                    | Baan                   | Winnares                               | Mid-Amateur                |
| ---- | --------------------- | ----------------------------- | ------------------------------ | ---------------------- | -------------------------------------- | -------------------------- |
| 1923 | Garden City CC        | Edmund Driggs Jr, Garden City |                                |                        |                                        |                            |
| 1924 | Orchard Park GC       | Lee Chase, Buffalo            |                                |                        |                                        |                            |
| 1925 | Lido CC               | Jack Mackie Jr, Inwood        |                                |                        |                                        |                            |
| 1926 | McGregor Links CC     | Al Brodbeck, Bronxville       |                                |                        |                                        |                            |
| 1927 | Oak Hill CC           | Arthur Yates, Rochester       |                                |                        |                                        |                            |
| 1928 | Biltmore CC (West)    | George Dawson, Harrison       |                                |                        |                                        |                            |
| 1929 | Mohawk CC             | Maurice McCarthy, Mt. Vernon  |                                |                        |                                        |                            |
| 1930 | Lakeville CC          | Jack Mackie Jr, Inwood        |                                | Oak Hill CC            | Helen L. Hicks, Hewlett                |                            |
| 1931 | Oak Hill CC           | Phil Perkins, Fox Hills       |                                | Lido CC                | Helen L. Hicks, Hewlett                |                            |
| 1932 | Niagara Falls CC      | Tommy Goodwin, Rye            |                                | Yahnundasis GC         | Peggy Wattles, Hamburg                 |                            |
| 1933 | Garden City CC        | Edmund Driggs Jr, Garden City |                                | Plandome CC            | Helen L. Hicks, Hewlett                |                            |
| 1934 | Sagamore GC           | Edmund Driggs Jr, Garden City |                                | Hotel Champlain Course | Sylvia Leichner, Lido                  |                            |
| 1935 | Winged Foot GC (West) | Ray Billows, Poughkeepsie     |                                | Lakeview CC            | Sylvia Leichner, Lido                  |                            |
| 1936 | Bellevue CC           | Tommy Goodwin, Rye            |                                | Mohawk GC              | Jean E. Bauer, Providence, RI          |                            |
| 1937 | Oak Hill CC Ray       | Billows, Poughkeepsie         |                                | Onondaga CC            | Marion Turpie (Lake), Plandome         |                            |
| 1938 | Oak Ridge GC          | Willie Turnesa, Elmsford      |                                | Cherry Valley CC       | Ruth May, Inwood                       |                            |
| 1939 | Siwanoy CC            | Richard Chapman, Larchmont    |                                | Oak Hill CC            | Peggy Delahant, Albany                 |                            |
| 1940 | Onondaga G&CC         | Ray Billows, Poughkeepsie     |                                | CC of Troy             | Marjorie Harrison, Ausable Forks       |                            |
| 1941 | CC of Troy            | Ray Billows, Poughkeepsie     |                                | Siwanoy CC             | Virginia M. Guilfoil (Allen), Syracuse |                            |
| 1942 | Niagara Falls CC      | Alex Stevenson, Niagara Falls |                                | Lake Placid Club       | Grace M. Amory (Ryan), Locust Valley   |                            |
| 1943 | Lake Placid Club      | Ray Billows, Poughkeepsie     |                                | Lake Placid Club       | Kay Byrne, Rye                         |                            |
| 1944 | Lake Placid Club      | Joe Ruszas, Albany            |                                | Lake Placid Club       | Marjorie Harrison, Ausable Forks       |                            |
| 1945 | Oak Hill CC           | Ray Billows, Poughkeepsie     |                                | Briar Hills GC         | Kay Byrne, Rye                         |                            |
| 1946 | Yahnundasis CC        | Tommy Goodwin, Rye            |                                | Cherry Valley CC       | Ruth Torgerson, Garden City            |                            |
| 1947 | Westchester CC        | Richard Mayer, White Plains   |                                | Leewood CC             | Ruth Torgerson, Garden City            |                            |
| 1948 | Brookfield CC         | Sam Urzetta, Rochester        |                                | Onondaga G&CC          | Ruth Torgerson, Garden City            |                            |
| 1949 | Syracuse Yacht & CC   | Ray Billows, Poughkeepsie     |                                | Onondaga G&CC          | Ruth Torgerson, Garden City            |                            |
| 1950 | Binghamton CC         | Mike Dudik, Endicott          |                                | Yahnundasis GC         | Ruth Torgerson, Garden City            |                            |
| 1951 | Knollwood CC          | Billy Shields, Albany         |                                | Leewood CC             | Barbara Bruning, Armonk                |                            |
| 1952 | Wolfert's Roost CC    | Billy Shields, Albany         |                                | Binghamton CC          | Barbara Bruning, Armonk                |                            |
| 1953 | Yahnundasis CC        | Tommy Goodwin, Rye            |                                | Hempstead G&CC         | Roslyn Swift (Berger), Old Westbury    |                            |
| 1954 | Fairview CC           | Robert Monk, White Plains     |                                | Saranac Lake Club      | Barbara Bruning, Armonk                |                            |
| 1955 | Moon Brook CC         | Billy Shields, Albany         |                                | Schuyler Meadows Club  | Naomi A. Venable, Poughkeepsie         |                            |
| 1956 | Dutchess G&CC         | Joe Gagliardi, Larchmont      |                                | Cortland CC            | Naomi A. Venable, Poughkeepsie         |                            |
| 1957 | Elmira CC             | Jack Veghte, Gloversville     |                                | Briar Hall CC          | Judy Frank, Purchase                   |                            |
| 1958 | Yahnundasis CC        | John Konsek, Buffalo          |                                | Cooperstown CC         | Margaret Nevil, Cooperstown            |                            |
| 1959 | CC of Troy            | John Konsek, Buffalo          |                                | Whiteface Inn GC       | Margaret Nevil, Cooperstown            |                            |
| 1960 | Locust Hill CC        | John Konsek, Buffalo          |                                | Glens Falls CC         | Margaret Nevil, Cooperstown            |                            |
| 1961 | Onondaga G&CC         | Don Allen, Rochester          |                                | Niagara Falls CC       | Gail Purdy, Glens Falls                |                            |
| 1962 | Glens Falls CC        | William Tryon, Elmira         |                                | Cooperstown CC         | Margaret Nevil, Cooperstown            |                            |
| 1963 | Knollwood CC          | Don Allen, Rochester          |                                | Whiteface Inn GC       | Gail Purdy, Glens Falls                |                            |
| 1964 | Cooperstown CC        | Don Allen, Rochester          |                                | Dutchess G&CC          | Mrs. Albert B. Brower, Pelham          |                            |
| 1965 | Lancaster CC          | William Tryon, Elmira         |                                | Corning CC             | Dianne Wilde, Amsterdam                |                            |
| 1966 | Concord Course        | Nick Raasch, Syracuse         |                                | Whiteface Inn GC       | Lancy Smith, Williamsville             |                            |
| 1967 | Nassau CC             | John Baldwin, Plandome        |                                | Park Club              | Roslyn Swift Berger, Amherst           |                            |
| 1968 | Yahnundasis CC        | William Tryon, Elmira         |                                | Whiteface Inn GC       | Elizabeth Story, New Hartford NYS      |                            |
| 1969 | Elmira CC             | Terry Diehl, Rochester        |                                | CC of Rochester        | Lancy Smith, Williamsville             |                            |
| 1970 | Locust Hill CC        | Don Allen, Rochester          |                                | Colonie G&CC           | Lancy Smith, Williamsville             |                            |
| 1971 | Cavalry Club          | Mike Slipko, Niagara Falls    |                                | Nottingham Knolls      | Dianne Wilde, Amsterdam                |                            |
| 1972 | Dutchess G&CC         | Don Allen, Rochester          |                                | Cedar Lake Club        | Darcy Lepir, Hamburg                   |                            |
| 1973 | The Concord           | Don Allen, Rochester          |                                | CC of Ithaca           | Dianne Wilde, Amsterdam                |                            |
| 1974 | Wayne Hills CC        | George Burns, Jericho         |                                | McGregor Links CC      | Cathy Morse, Rochester                 |                            |
| 1975 | Bellevue CC           | Alan Foster, Syracuse         |                                | Corning CC             | Sara Jane Stuhler, Amsterdam           |                            |
| 1976 | Grossinger's CC       | Radford Yaun, Jamestown       |                                | Schuyler Meadows Club  | Cathy Morse, Rochester                 |                            |
| 1977 | Albany CC             | Rich Serian, Troy             |                                | Yahnundasis GC         | Mary Lawrence, Canton                  |                            |
| 1978 | Moon Brook CC         | Jeff Sluman, Rochester        |                                | Teugega CC             | Cindy Kessler, Orchard Park            |                            |
| 1979 | Drumlins CC (East)    | Mark Balen, East Aurora       |                                | Monroe GC Lise         | Anne Russell, New City                 |                            |
| 1980 | Vestal Hills CC       | Joey Sindelar, Horseheads     |                                | Foxfire GC             | Mary Jo Kelly, Albany                  |                            |
| 1981 | Wanakah CC            | James Roy, Syracuse           |                                | Rome CC                | Dottie Pepper, Saratoga Springs        |                            |
| 1982 | McGregor Links CC     | David Boeff, Ontario          |                                | Ives Hill CC           | Mary Anne Widman, Elmira               |                            |
| 1983 | Elmira CC             | William Boland Jr, Troy       |                                | Seven Oaks CC          | Mary Anne Widman, Elmira               |                            |
| 1984 | CC of Troy            | George Zahringer, Sands Point | Charles Murphy, Albany         | St. Lawrence CC        | Kathy Hart, New York Mills             |                            |
| 1985 | Ridgemont CC          | Christopher Lane, Binghamton  | Don Allen, Rochester           | Oneonta CC             | Kellie Stenzel, Lyons                  |                            |
| 1986 | Knollwood CC          | Jay Gunning, Colonie          | Ken Andrychuk, Clifton Springs | Brook-Lea CC           | Jamie DeWeese, Rochester               |                            |
| 1987 | Oak Hill CC (East)    | Tim Straub, East Aurora       | Don Allen, Rochester           | McGregor Links CC      | Penne Nieporte-Bollaci, Mamaroneck     |                            |
| 1988 | Yahundasis GC         | Tim Straub, East Aurora       | Bruce Aubin, Poughkeepsie      | Drumlins CC (East)     | Jean Bartholomew, Garden City          |                            |
| 1989 | Vestal Hills CC       | Tim Marsh, Endicott           | Tom Flynn, Syracuse            | McConnellsville CC     | Tiffany Maurycy, Schenectady           |                            |
| 1990 | Albany CC             | Joe Wilson, Rochester         | Steve Nosonowitz, Poughkeepsie | Sodus Bay Heights CC   | Lisa Brandetsas, Rochester             |                            |
| 1991 | Brook-Lea CC          | Leonard Lasinsky, Syracuse    | John Baldwin, NYC              | Tuscarora GC           | Sally Dee, Syracuse                    |                            |
| 1992 | Drumlins CC (East)    | Todd Dischinger, Syracuse     | Alan Foster, Manlius           | Oneonta CC             | Moira Dunn, Utica                      |                            |
| 1993 | Seven Oaks GC         | Jeffrey Peck, Clifton Springs | Cliff Earle, Saratoga Springs  | Stafford CC            | Moira Dunn, Utica                      |                            |
| 1994 | Cobblestone Creek CC  | David Bonacchi, Rochester     | David Benedict, Rochester      | Centerpointe CC        | Moira Dunn, Utica                      |                            |
| 1995 | Moon Brook CC         | Dirk Ayers, Jamestown         | Alan Foster, Manlius           | Ives Hill CC           | Eve Marie Lux, Poughkeepsie            |                            |
| 1996 | Links at Hiawatha GC  | Michael Valicenti, Elmira     | Mike May, Auburn               | McConnellsville CC     | Gail Flanagan, Rye                     |                            |
| 1997 | Dutchess G&CC         | Greg Rohlf, New Rochelle      | Michael Valicenti, Elmira      | River Oaks CC          | Gail Flanagan, Rye                     |                            |
| 1998 | Pinehaven CC          | Bryan Smith, Kingston         | Luke Hobika, Utica             | St Andrews GC          | Sara Doell, Webster                    |                            |
| 1999 | Wanakah CC            | John Gaffney, Buffalo         | Jim Roy, Syracuse              | Kingswood GC           | Danielle Downey, Rochester             |                            |
| 2000 | Monroe GC             | Michael Valicenti, Elmira     | Tim Hume, Williamsville        | Ontario GC             | Danielle Downey, Rochester             |                            |
| 2001 | Seven Oaks GC         | Kevin Haefner, Rochester      | Jim Roy, Syracuse              | Cortland CC            | Danielle Downey, Rochester             |                            |
| 2002 | Transit Valley CC     | Kyle Hess, Buffalo            | Jim Roy, Syracuse              | Pinehaven CC           | Megan Grehan, Mamaroneck               |                            |
| 2003 | Ravenwood GC          | Kyle Hess, Buffalo            | Patrick Pierson, Central Nyack | Oswego CC              | Megan Grehan, Mamaroneck               |                            |
| 2004 | Wiltwyck GC           | Matt Thomas, Blasdell         | Jim Roy, Syracuse              | Robert Trent Jones GC  | Christy Rittenhouse, Pavilion          |                            |
| 2005 | Ontario GC            | James Scorse, Churchville     | Matt Clarke, Loudonville       | Gowanda GC             | Maggie Lester, Oswego                  |                            |
| 2006 | CC of Troy            | Andrew DiBitetto, Rochester   | Aaron Tallman, Lancaster       | Nevele Grande Resort   | Maggie Lester, Oswego                  |                            |
| 2007 | Yahnundasis CC        | John Duthie, Lansing          | John Vaccaro, Albany           | Oneida Community GC    | Christy Schultz, Rochester             |                            |
| 2008 | Pinehaven CC          | Jeff Wolniewicz, West Seneca  | Tim Rose, Endicott             | Wayne Hills CC         | Christy Schultz, Rochester             |                            |
| 2009 | Ravenwood GC          | Yaroslav Merkulov, Penfield   | Ken Riter, Buffalo             | Drumlins CC (East)     | Kristina Wong, Vestal                  | Christy Schultz, Rochester |
| 2010 | Albany CC             | Doug Kleeschulte, Kingston    | Tim Hume, Cheektowaga          | Sodus Bay Heights GC   | Rene Sobolewski, Williamsville         | Christy Schultz, Rochester |
| 2011 | Oak Hill CC (West)    | Dominic Bozzelli, Pittsford   | Jimmy Welch, Valatie           | Rome CC                | Victoria DeGroodt, Walden              | Teresa Cleland, Syracuse   |
| 2012 | Elmira CC             | Dominic Bozzelli, Pittsford   | Tim Spitz, Pittsford           | Seneca Falls CC        | Ellen Oswald, Westchester              | Teresa Cleland, Syracuse   |
| 2013 | Schuyler Meadows Club | Matt Stasiak, Clarence        | Jim Scorse, Churchville        | CC of Ithaca           | Jenna Hoecker, Rochester               | Teresa Cleland, Syracuse   |